# Lophiostoma viridarium
Lophiostoma viridarium är en svampart som beskrevs av Cooke 1868. Lophiostoma viridarium ingår i släktet Lophiostoma och familjen Lophiostomataceae.   Inga underarter finns listade i Catalogue of Life.